# Ffdshow
ffdshow är ett paket avkodare (samt kodare) som till stor del bygger på FFmpegs libavcodec. ffdshow är uteslutande skrivet i C och C++. Med ffdshow installerat behövs som regel inga andra avkodare för att se på till exempel MPEG-4 video. Paketet ffdshow rymmer avkodare för såväl ljud som bild.

## Historia
Den första utgåvan av ffdshow dök upp 2002.